# 高善寺 (島根県邑南町)
高善寺（こうぜんじ）は、島根県邑南町鱒渕に所在する寺院である。浄土真宗本願寺派。室町時代、蓮如上人の直弟子である了知坊による開基。
山号は「久喜山」であり、毛利元就の命で、久喜銀山に移転し、のちに現在の鱒淵の地に本堂が建立される。
副住職の武田正文は臨床心理士・公認心理師で、お坊さんユーチューバーとして武田正文の仏心チャンネルで動画を配信している。